# Brian Ihnacak
Brian Ihnacak (* 10. April 1985 in Toronto, Ontario, Kanada) ist ein ehemaliger italo-kanadischer Eishockeyspieler slowakischer Abstammung, der mit der italienischen Nationalmannschaft an zwei Weltmeisterschaften (je einmal Top-Dision und Division I) teilgenommen hat. Sein Vater Peter Ihnačák und sein Onkel Miroslav Ihnačák waren ebenfalls professionelle Eishockeyspieler.

## Karriere
Brian Ihnacak, der als Sohn des slowakischen NHL-Spielers Peter Ihnačák im kanadischen Toronto geboren wurde, wo sein Vater damals bei den Maple Leafs spielte, begann seine Karriere als Eishockeyspieler bei den St. Michael’s Buzzers in der kanadischen Nachwuchsliga OPJHL. In seinem ersten Jahr dort wurde er in das First-All-Star-Team der Liga gewählt. Beim NHL Entry Draft 2004 wurde er von den Pittsburgh Penguins in der 9. Runde an der insgesamt 259. Position gezogen. Er spielte jedoch nie für die Penguins, sondern stand stattdessen weiterhin für die Mannschaft der Brown University, die Brown Bears, in der National Collegiate Athletic Association auf dem Eis, für die er bereits seit 2003 spielte. Dabei wurde er 2004 zum Rookie of the Year der Ivy League und der NCAA sowie zum Mitglied des All-Rookie-Teams der NCAA gewählt. 2007 wechselte er für zunächst ein Jahr in die Heimat seiner Eltern und spielte für den MHK SkiPark Kežmarok in der Spielzeit 2007/08 in der slowakischen Extraliga. Nach einem Jahr in der ECHL, in dem er für Augusta Lynx und die Elmira Jackals spielte, zog es ihn erneut in die Slowakei, wo er in der Spielzeit 2009/10 erneut für den inzwischen in die zweite slowakische Liga abgestiegenen MHK SkiPark Kežmarok, aber auch für den HKmM Zvolen und den HK Poprad in der Extraliga aktiv war. Nach diesem Jahr kehrte er noch einmal nach Nordamerika zurück und stand für die Mississippi RiverKings, die Texas Brahmas und die Allen Americans in der Central Hockey League auf dem Eis.
Seit 2011 spielt Ihnacak durchgängig in Europa. Die ersten drei Jahre verbrachte er in Italien und spielte nicht nur für die SG Pontebba und den HC Valpellice in der ersten italienischen Liga, sondern erwarb auch die italienische Staatsbürgerschaft. Mit dem HC Valpellice gewann er zudem den italienischen Pokalwettbewerb und wurde 2014 als Torschützenkönig und Topscorer der Liga ausgezeichnet, obwohl er bereits vor Ende der Saison zu den Malmö Redhawks in die HockeyAllsvenskan wechselte. Zur folgenden Saison wechselte er zu Vålerenga Ishockey in die norwegische GET-ligaen und wurde auch dort am Saisonende als Topscorer und als bester Torvorbereiter ausgezeichnet sowie in das All-Star-Team der Liga gewählt. Trotzdem verließ er auch die Norweger nach nur einem Jahr und ging nach Tschechien, wo er die nächsten zweieinhalb Jahre bei den Extraligisten Mountfield HK, HC Sparta Prag und HC Litvínov. Im Dezember 2017 wechselte er in die Schweiz zum EHC Olten, bei dem er die Saison in der zweitklassigen Swiss League beendete.
In der Folgezeit stand der Italo-Kanadier vorwiegend für tschechische und slowakische Vereine auf dem Eis. Seit 2022 ließ er seine Karriere in d der drittklassigen italienischen IHL Division 1 ausklingen.

### International
Für Italien nahm Ihnacak erstmals an der Weltmeisterschaft der Top-Division 2014 teil, konnte aber mit der Mannschaft den Abstieg nicht verhindern, so dass er 2015 mit den Italienern in der Division I antrat, wo er zum besten Spieler seiner Mannschaft gewählt wurde.

## Erfolge und Auszeichnungen
- 2002 First All-Star-Team der OPJHL
- 2004 Rookie of the Year der Ivy League und der NCAA sowie Mitglied des All-Rookie-Teams der NCAA
- 2013 Coppa Italia mit dem HC Valpellice
- 2014 Topscorer und Torschützenkönig der Elite.A
- 2015 Topscorer und bester Vorbereiter sowie Mitglied des All-Star-Teams der GET-ligaen